# China Daily

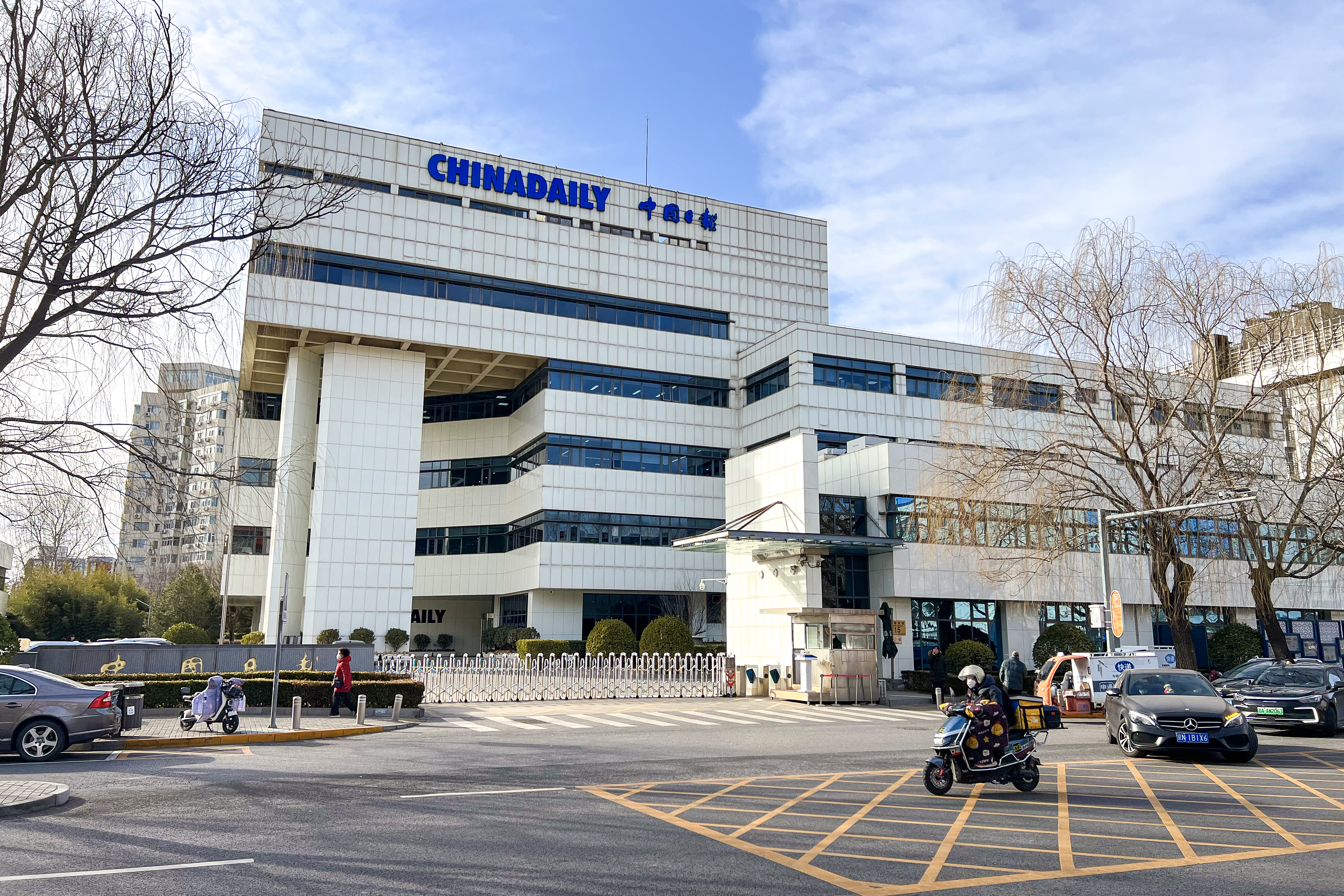
Hauptsitz in Peking (2023)

China Daily (chinesisch 中國日報 / 中国日报, Pinyin Zhōngguó Rìbào) ist die erste und größte englischsprachige Tageszeitung in der Volksrepublik China. Sie ist ein Mitglied des Asia News Network ANN.

## Geschichte
China Daily wurde am 1. Juni 1981 gegründet und befindet sich in staatlicher Hand. Sie ist damit kein offizielles Organ der Kommunistischen Partei Chinas, gilt aber als „Quasi-Partei-Zeitung“, bzw. regierungsnah.
2011 ist die Zeitung mit einer Auflage von mehr als 500.000 Exemplaren die weitest verbreitete englischsprachige Tageszeitung in der Volksrepublik China. Ein Drittel der Auflage wird außerhalb Chinas vertrieben. Der Redaktionssitz befindet sich in Peking, Redaktionsbüros unterhält die Zeitung in vielen großen Städten des Landes sowie in mehreren ausländischen Hauptstädten wie London, New York und Nairobi. Die Zeitung wird in Peking, Shanghai, Guangzhou, Hongkong und über Satellitenverbindung auch in Europa und New York City in den Vereinigten Staaten gedruckt. Seit 1995 besitzt die Zeitung auch eine Internetpräsenz. Es existiert auch eine chinesische Version dieser Internetseite.
Inzwischen werden viele Publikationen der Marke China Daily Group in digitaler Form verbreitet.

## Global Edition
Außerhalb Chinas erscheint die Tageszeitung als Global Edition in den folgenden Ländern bzw. Regionen: USA, Kanada, Vereinigtes Königreich, Europäische Union, Kenia, Thailand, Philippinen, Myanmar, Japan, Dubai und Pakistan. In Deutschland ist die englischsprachige Global Edition im Bahnhofsbuchhandel erhältlich. Sie hat einen Umfang von 16 Seiten und kostet einen Euro.

## Deutschland
China Daily ist in Deutschland mit einer eigenen Publikation namens China Watch präsent. Es handelt sich um ein achtseitiges Magazin in deutscher Sprache, das einmal im Monat als kostenlose Beilage  der Tageszeitung Handelsblatt erscheint. Für die Auswahl und Erstellung der Inhalte in der bezahlten Sonderveröffentlichung ist allein die China Daily-Redaktion verantwortlich. In den Artikeln geht es unter anderem um die Kooperation von deutschen und chinesischen Unternehmen.

## Kritik
Die China Daily galt als verhältnismäßig liberal; seit 2015 wird sie von Seiten des Staates verstärkt kontrolliert.